# Park Choong-kyun
Park Choong-kyun (20 de junho de 1973) é um treinador ex-futebolista profissional sul-coreano que atuava como defensor.

## Carreira
Park Choong-kyun representou a Seleção Sul-Coreana de Futebol nas Olimpíadas de 1996.